# 向阳镇 (天峨县)
向阳镇，是中华人民共和国广西壮族自治区河池市天峨县下辖的一个乡镇级行政单位。

## 行政区划
向阳镇下辖以下地区：
向阳村、全平村、林细村、当明村、牛场村、海洲村、林潭村、治安村、林列村、平腊村、龙鱼村、燕来村、岩里村、党隘村和板龙村。